# Moduald

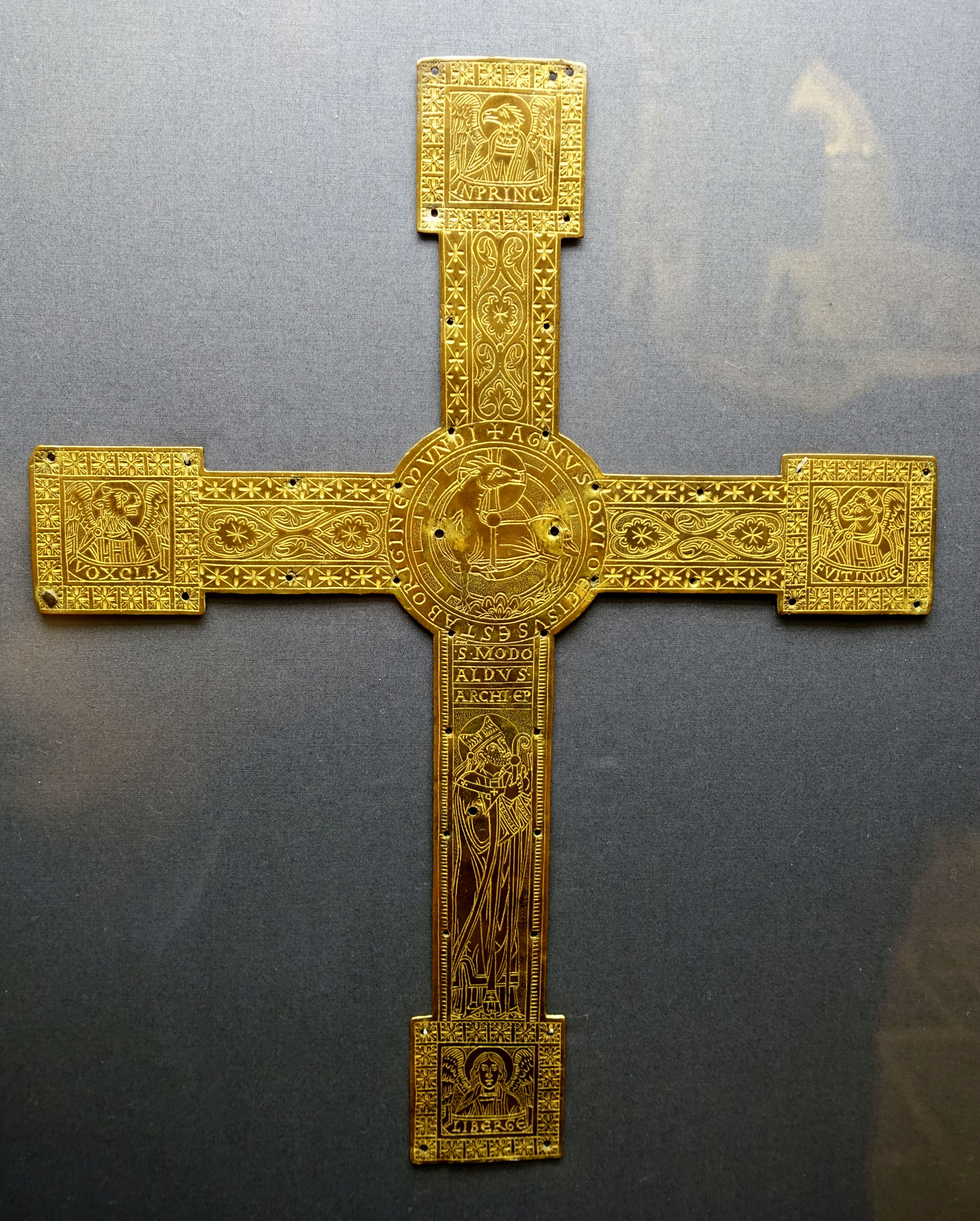

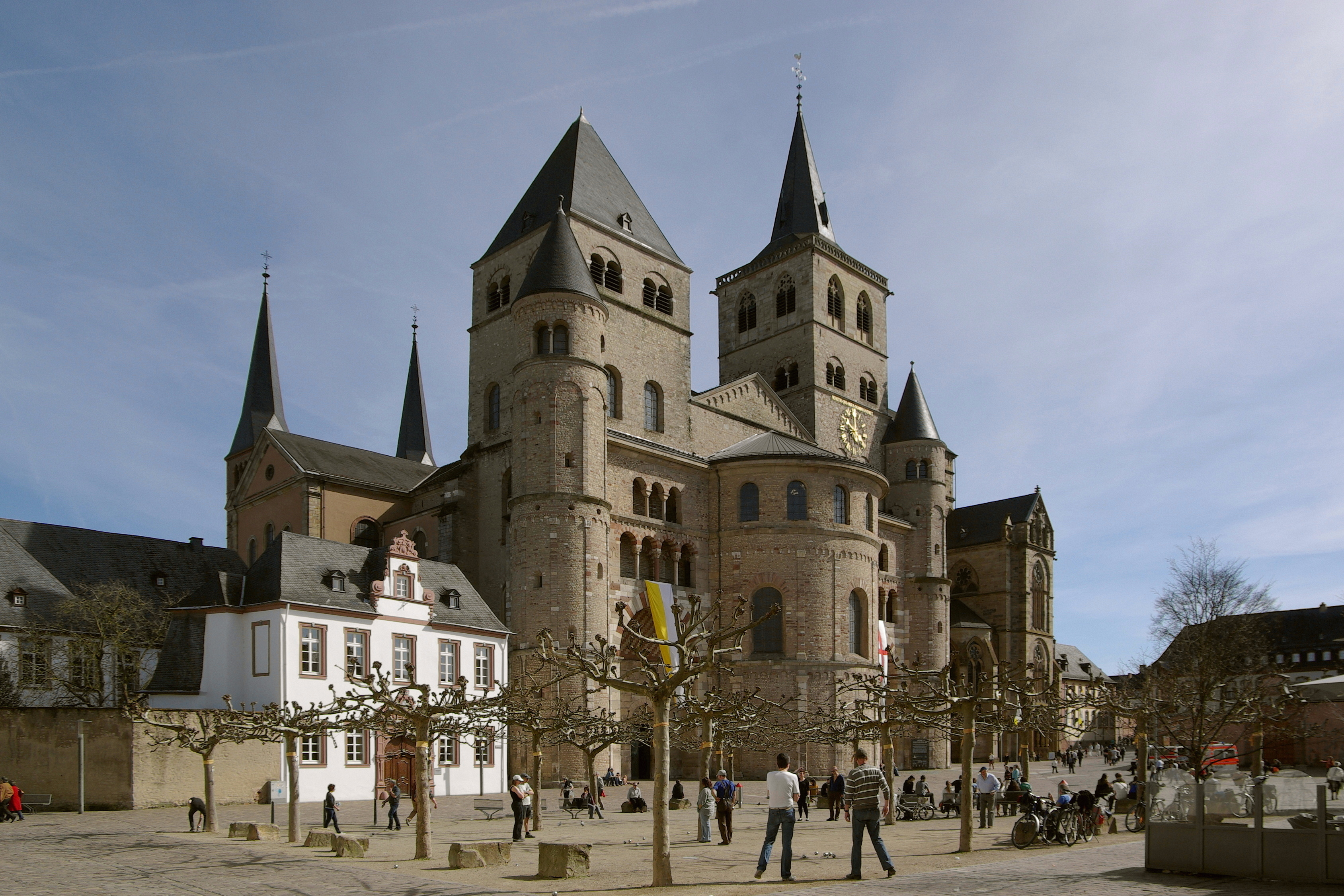
Trierer Dom

Moduald (lat. Modoaldus) (* vor 584 oder 590; † 12. Mai 645 oder 648) war Bischof von Trier und ist ein Heiliger der katholischen Kirche.

## Leben
Er stammte vermutlich aus einer im Raum Trier ansässigen fränkischen Adelsfamilie. Seine Zuordnung zur Familie der Karolinger ist wahrscheinlich falsch.
Er wurde um 614/620 Bischof von Trier. Die Trierer Bischofslisten ordnen ihn zwischen Sabaudus und Numerian ein. In den Jahren 626/627 nahm er am Konzil von Clichy teil.
In seine Amtszeit fällt der Aufstieg der Arnulfinger und Pippiniden zu den stärksten Familien in Austrasien. Die Ermordung Chrodoalds aus dem Haus der Agilolfinger auf Betreiben von Arnulf von Metz und Pippin geschah 624 oder 625 in Trier. Zu vermuten ist, dass auch Moduald auf der Seite der Arnulfinger und Pippiniden sowie der von diesen getragenen austrasischen Könige Dagobert I. und Sigibert III. war. Teilweise wird er auch als einflussreicher Berater Dagoberts genannt.
Allerdings gelang es ihm nicht, dem Bistum Trier, etwa im Gegensatz zum Bistum Köln, zu einer starken politischen Bedeutung zu verhelfen. Immerhin gelang ihm, den von den Merowingern eingesetzten Grafen von Trier, der die bischöfliche Macht schmälerte, zu verdrängen. Seine Unterstützung wurde durch verschiedene königliche Privilegien belohnt. Teilweise wurden diese Privilegien von König Dagobert für Moduald später aber auch gefälscht. Im Kern scheinen diese aber eine der Grundlagen für die Entstehung eines weltlichen Herrschaftsbereichs der Trierer Bischöfe gebildet zu haben.
Von Bedeutung war Moduald als Gründer von Klöstern, Kirchen und anderen geistlichen Einrichtungen. Dazu gehört wahrscheinlich das Nonnenkloster St. Symphorian, deren erste Äbtissin seine Schwester Severa war. Hinzu kamen die Klerikergemeinschaften in Münstermaifeld und Andernach. Er verfügte wohl auch über enge Verbindungen zum gallorömischen Senatorenadel, da er Lehrer des Klostergründers Germanus von Granfelden war. Dem irischen Mönchstum des Columban von Luxeuil stand Moduald eher skeptisch gegenüber.

## Verehrung

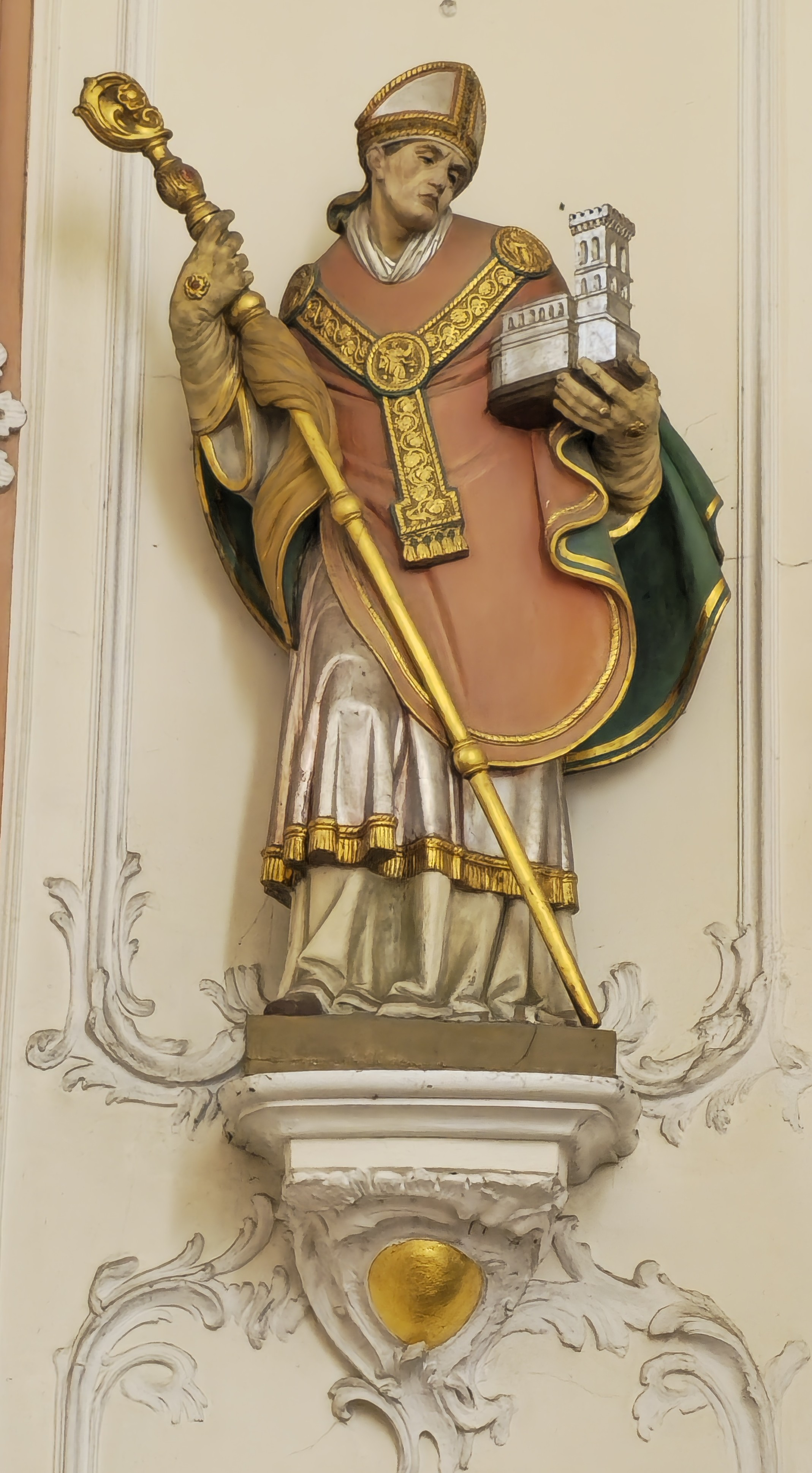
Statue in St. Irminen

Seit Ende des 9. Jahrhunderts wird Moduald in Trier als Heiliger verehrt. Neben den genannten Urkundenfälschungen entstanden zwischen dem 10. und 12. Jahrhundert hagiographische Werke, die dem Bischof wahrscheinlich fälschlicherweise zahlreiche weitere Gründungen von Klöstern und geistlichen Einrichtungen zusprachen.
Das Zentrum seiner Verehrung war anfangs St. Symphorian in Trier, wo sich auch sein ursprüngliches Grab befand. Um 1047/49 fand eine Translation in die Stiftskirche St. Paulin statt. Im Jahr 1107 erwarb Abt Thiermar die Reliquien für sein Kloster Helmarshausen in Nordhessen. In Verbindung mit dieser Translation entstand eine Vita S. Modoaldi in Lüttich und der Bericht aus Helmarshausen der Translatio S. Modoaldi.
In Helmarshausen entstand der Mittelpunkt der Verehrung Modualds. Angebliche Wunderheilungen des Heiligen ließen die geistliche Bedeutung des Klosters wachsen, die damit verbundenen Schenkungen machten es wohlhabend. Mit der Reformation endete die Verehrung dort. In Trier dagegen geriet die Verehrung Modoalds bald nach der Translation in Vergessenheit.
Sein Gedenktag ist der 12. Mai.